# Ryszard Szpak
Ryszard Szpak – polski dowódca wojskowy.
W 1973 roku ukończył Oficerską Szkołę Wojsk Inżynieryjnych we Wrocławiu. Zawodową służbę wojskową rozpoczął jako dowódca plutonu, potem był dowódcą kompanii pontonowej a następnie został szefem sztabu batalionu pontonowego w 2 Brygadzie Saperów. W 1974 roku skierowany został na studia akademickie do Akademii Sztabu Generalnego w Warszawie. Po ich ukończeniu był m.in. dowódcą batalionu pontonowego, starszym oficerem operacyjnym w 2 BSap, zastępcą dowódcy do spraw liniowych, szefem sztabu, dowódcą 7 pułku pontonowego, a także komendantem 60 OSRWI. W 1996 został wyznaczony na stanowisko dowódcy 1 pułku drogowo-mostowego w Dęblinie.